# Dan Gillmor
Dan Gillmor és escriptor de tecnologia estatunidenc i columnista, considerat el pare del periodisme ciutadà. És director del Knight Center for Digital Media Entrepreneurship, pertanyent del Walter Cronkite School of Journalism and Mass Communication de la Universitat Estatal d'Arizona, i membre del Berkman Center for Internet & Society de la Universitat Harvard.
Gillmor també és l'autor d'un popular blog sobre tecnologia i sobre el negoci tecnològic al Nord de Califòrnia, on és crític amb l'aplicació rígida dels drets d'autor, i analitza la política des d'una perspectiva liberal.

## Carrera
Abans de ser periodista, Gillmor va treballar com a músic durant set anys. Durant el curs 1986 – 1987 va ser membre de periodisme de Knight-Wallace a la Universitat de Michigan, on estudià història, teoria política i economia. Gillmor va treballar al Kansas City Times i a altres diaris de Vermont, a més de sis anys al Detroit Free Press.
Gillmor va ser columnista del diari de Silicon Valley San Jose Mercury News des de 1994 a 2005, període en el qual rd va convertir en el principal cronista d'esdeveniments com l'anomenada bombolla punt com i la seva explosió. L'octubre de 1999 va obrir el blog Mercury News, considerat el primer blog escrit per un periodista d'un mitjà de comunicació tradicional. Els articles d'aquest període de Gillmor es creia que s'havien perdut, però van ser trobats gràcies a Internet Archive i restaurats a Bayosphere.com.
Després de la seva marxa del Mercury News el gener del 2005, Gillmor va apostar per nous projectes de periodisme ciutadà. Va treballar en un empresa emergent de periodisme ciutadà anomenada Bayosphere que aspirava a «facilitar al públic informar i publicar en la Internet». Llançada el maig de 2005, Bayosphere va ser tancada el gener de 2006.
Després de tancar Bayosphere, Gillmor va continuar amb un nou projecte, el Center for Citizen Media, una organització sense ànim de lucre afiliada a la Universitat de Califòrnia, la Berkeley's Graduate School of Journalism i el Berkman Center for Internet & Society de la Harvard Law School. El 2007 Gillmor va cofundar Dopplr, una aplicació de viatges. El novembre del mateix any Gillmor va ser nomenat director fundador del nou Knight Center for Digital Media Entrepreneurship de la Universitat Estatal d'Arizona pertanyent a la Walter Cronkite School of Journalism and Mass Communication.

## Obra
Dan Gillmor és l'autor de We the Media (2004), el qual presenta Internet com a l'oportunitat perquè els periodistes independents desafiïn la consolidació de mitjans de comunicació tradicionals i conté una de les afirmacions més citades de Gillmor: «els meus lectors saben més que jo». El llibre ofereix un guia de les noves eines d'internet per a periodistes, que inclou blogs, RSS, SMS, xarxes P2P, i pronostica com aquestes eines canviaran el periodisme. El 2010 Gillmor va publicar Mediactive, un llibre sobre la coneixença dels mitjans de comunicació digital en l'era de la participació.
Ha gravat els podcasts We, the Media (gravat a l'Accelerating Change 2004), 2004 Outlook i Dan Gillmor (al South by Southwest Interactive Festival 2005 d'Austin).

## Opinió
En els seus escrits i conferències, el periodista i professor universitari advoca per mitjans de comunicació que atorguen veu als ciutadans i reflecteix la influència de les noves tecnologies en l'evolució del periodisme. Així mateix insta els mitjans tradicionals a escoltar al públic i establir una conversa amb ell, ja que les aportacions dels ciutadans suposen un enriquiment del contingut periodístic.
| «             | És el moment que els mitjans tradicionals escoltin més a les seves audiències i tinguin diàriament una conversa amb ells. No només convidar a llegir sinó també convidar a participar del procés informatiu». | » |
| — Dan Gillmor | |   |

Per Gillmor, tot això comporta un canvi en la funció de l'audiència, que passa a participar activament en la creació de notícies, redefinint també el model de comunicació. Mentre que abans la comunicació s'establia d'«un a un» (telèfon, telegrames, cartes, etc.) o d'«un a molts» (llibres, diaris, televisió, ràdio, etc.), amb Internet es pot comunicar d'«alguns a alguns» o de «molts a molts», pel fet que l'accés a les eines de comunicació s'ha estès i simplificat.
Gillmor, avui dia un dels grans promotors del periodisme participatiu, es va adonar molt aviat del rumb que prendria el periodisme futur. Els atemptats de l'11 de setembre de 2001 van marcar un punt d'inflexió en l'exercici periodístic, convertint a la gent «normal» en testimonis que van contribuir amb imatges, vídeos i comentaris a explicar la història en temps real. Malgrat la rapidesa i immediatesa d'Internet, Gillmor assenyala la importància de no descuidar la investigació i la profunditat, fent èmfasi en que Internet no s'ha de reduir a només a la lectura, sinó també a l'escriptura.

## Premis i reconeixements
Dan Gillmor va guanyar l'edició del EFF Pioneer Award de l'any 2002 i el World Technology Award de Mitjans de Comunicació i Periodisme de 2004.